# Памела Мелрой
Памела Ан Мелрой (на английски: Pamela Anne Melroy) е родена на 17 септември 1961 г. Полковник от USAF и астронавт от НАСА. Втората жена в света командир на космически кораб - мисия STS-120.

## Образование
Памела Мелрой завършва Wellesley College през 1983 г. с бакалавърска степен по астрофизика. На следващата 1984 г. завършва магистърска програма по същата специалност в Масачузетски технологичен институт. На 18 май 2008 г. става доцент по астрофизика в Iona College, Ню Йорк.

## Военна кариера
Мелрой постъпва в USAF през 1983 г. След завършване на магистърската програма постъпва в школата за обучение на пилоти в авиобазата Рийс в Лубок, Тексас. След приключване на курса по обучение става боен пилот през 1985 г. По време на операция Пустинна буря извършва 200 полетни часа в бойни условия. През юни 1991 г., Мелрой завършва школата за тест пилоти в авиобазата Едуардс, Калифорния. По време на военната си кариера има повече от 5000 полетни часа на 50 различни типа самолети. Напуска USAF през февруари 2007 г.

## Служба в НАСА
Памела Мелрой е избрана за астронавт от НАСА на 12 декември 1994 г., Астронавтска група №15. Участва в три космически полета. При последния от тях става втората жена в света (след Айлин Колинс) командир на космически кораб.
| Космически полети на Памела Мелрой                                 | Космически полети на Памела Мелрой | Космически полети на Памела Мелрой | Космически полети на Памела Мелрой | Космически полети на Памела Мелрой | Космически полети на Памела Мелрой   | Космически полети на Памела Мелрой |
| №                                                                  | Дата                               | КК                                 | Емблема на мисията                 | Функции                            | Продължителност                      |                                    |
| ------------------------------------------------------------------ | ---------------------------------- | ---------------------------------- | ---------------------------------- | ---------------------------------- | ------------------------------------ | ---------------------------------- |
| 1                                                                  | 11 октомври 2000                   | „Дискавъри“, мисия STS-92          |                                    | Пилот                              | 12 денонощия 21 часа 43 мин. 47 сек. |                                    |
| 2                                                                  | 7 октомври 2002                    | „Атлантис“, мисия STS-112          |                                    | Пилот                              | 10 денонощия 19 часа 58 мин. 44 сек. |                                    |
| 3                                                                  | 23 октомври 2007                   | „Дискавъри“, мисия STS-120         |                                    | Командир                           | 15 денонощия 02 часа 24 мин. 18 сек. |                                    |
| Сумарно време в космоса – 38 денонощия 20 часа 04 минути и 49 сек. |                                    |                                    |                                    |                                    |                                      |                                    |

Тя е втората жена в света командир на космически кораб с многочленен екипаж (Валентина Терешкова е командир на Восток 6, но лети в космоса сама).
Памела Мелрой напуска НАСА през август 2009 г.